# Частая Дубрава (Курская область)
Ча́стая Дубра́ва — деревня в Горшеченском районе Курской области России. Входит в состав Богатырёвского сельсовета.

## География
Деревня находится в восточной части Курской области, в лесостепной зоне, в пределах юго-западной части Среднерусской возвышенности, на расстоянии примерно 15 км (по прямой) к северо-западу от посёлка городского типа Горшечное, административного центра района. Абсолютная высота — 232 м над уровнем моря.
Часовой пояс
Деревня Частая Дубрава, как и вся Курская область, находится в часовой зоне МСК (московское время). Смещение применяемого времени относительно UTC составляет +3:00.

## Население
| 2002 | 2010 |
| ---- | ---- |
| 2    | ↘1   |

Гендерный состав
По данным Всероссийской переписи населения 2010 года, в гендерной структуре населения мужчины составляли 100 %.
Национальный состав
Согласно результатам переписи 2002 года, в национальной структуре населения русские составляли 100 % из 2 чел.

## Улицы
Уличная сеть деревни состоит из одной улицы (ул. Частая Дубрава).

## Транспорт
К северу от деревни проходит автотрасса федерального значения Р298.